# Walter D. Schultz
Walter Detlef Schultz (* 5. Oktober 1910 in Hamburg; † 13. August 1964 in Hannover) war ein deutscher Journalist und Rundfunkredakteur.

## Leben und Wirken
Walter D. Schultz besuchte in seiner Geburtsstadt eine Seminar- und Aufbauschule. Ab 1926 machte er eine kaufmännische Ausbildung bei Villeroy & Boch. 1929 ging er nach Hannover, wo er eine Anstellung fand. Begleitend hierzu studierte er Betriebslehre, Staatswissenschaft und Literaturgeschichte an der Leibniz-Akademie.
Schultz, der seit 1925 SPD-Mitglied war, arbeitete auch in der sozialistischen Jugendarbeit und in der Gewerkschaftsbewegung mit. 1930 verließ er die SPD und trat in die KPD ein. 1929/30 schrieb Schultz für einige Lokalzeitungen aus Hannover. Aufgrund seiner politischen Aktivitäten musste er die Zeit von März 1933 bis August 1934 in mehreren Konzentrationslagern verbringen. Während eines Aufenthalts im KZ Oranienburg lernte er 1933/34 den Schriftsteller Kurt Hiller kennen. Beide verband eine lebenslange Freundschaft. Der Autor widmete Schultz 1935 bis 1937 mehrere Liebesgedichte, die er nach Schultz’ Tod als Archangelos im Eigenverlag veröffentlichte.
Im November 1934 floh Schultz wie Hiller nach Prag. Hier arbeitete er als Schriftsteller und Journalist für deutsche Exil-Zeitungen sowie als Redaktionssekretär der Neuen Weltbühne. 1938 schloss ihn die KPD aus. Im November 1938 konnte er nach London ausreisen, wo er erneut Hiller traf. Auch hier schrieb er für die Exilpresse Die Zeit von Juli 1940 bis Juni 1941 verbrachte er als inhaftierter Enemy Alien in Australien. Ab Oktober 1941 arbeitete er für den deutschsprachigen Dienst der BBC, für den er Sendungen übersetzte, verfasste und sprach, die in Kriegsgefangenenlagern ausgestrahlt wurden. Außerdem beteiligte er sich an Exilgruppen wie der Landesgruppe deutscher Gewerkschafter in Großbritannien und einer Exilgruppe von SPD-Mitgliedern.
Hugh Carlton Greene, britischer Generaldirektor des Nordwestdeutschen Rundfunks, holte Schultz im Mai 1948 zurück nach Hamburg. Schultz übernahm das neu gegründete Außenreferat, das ein breites Themenspektrum abdeckte. Die Hauptaufgaben lagen darin, Beziehungen zu internationalen Rundfunkanstalten und ein Netz ausländischer Korrespondenten aufzubauen. Schultz konnte zahlreiche auswärtige Künstler wie 1949 den Komponisten Bertold Bölling für Besuche in Hamburg gewinnen; auch sein Freund Kurt Hiller, zu dem er immer engen Kontakt gehalten hatte, kehrte nach Hamburg zurück, wo er mehrere Vorträge hielt.

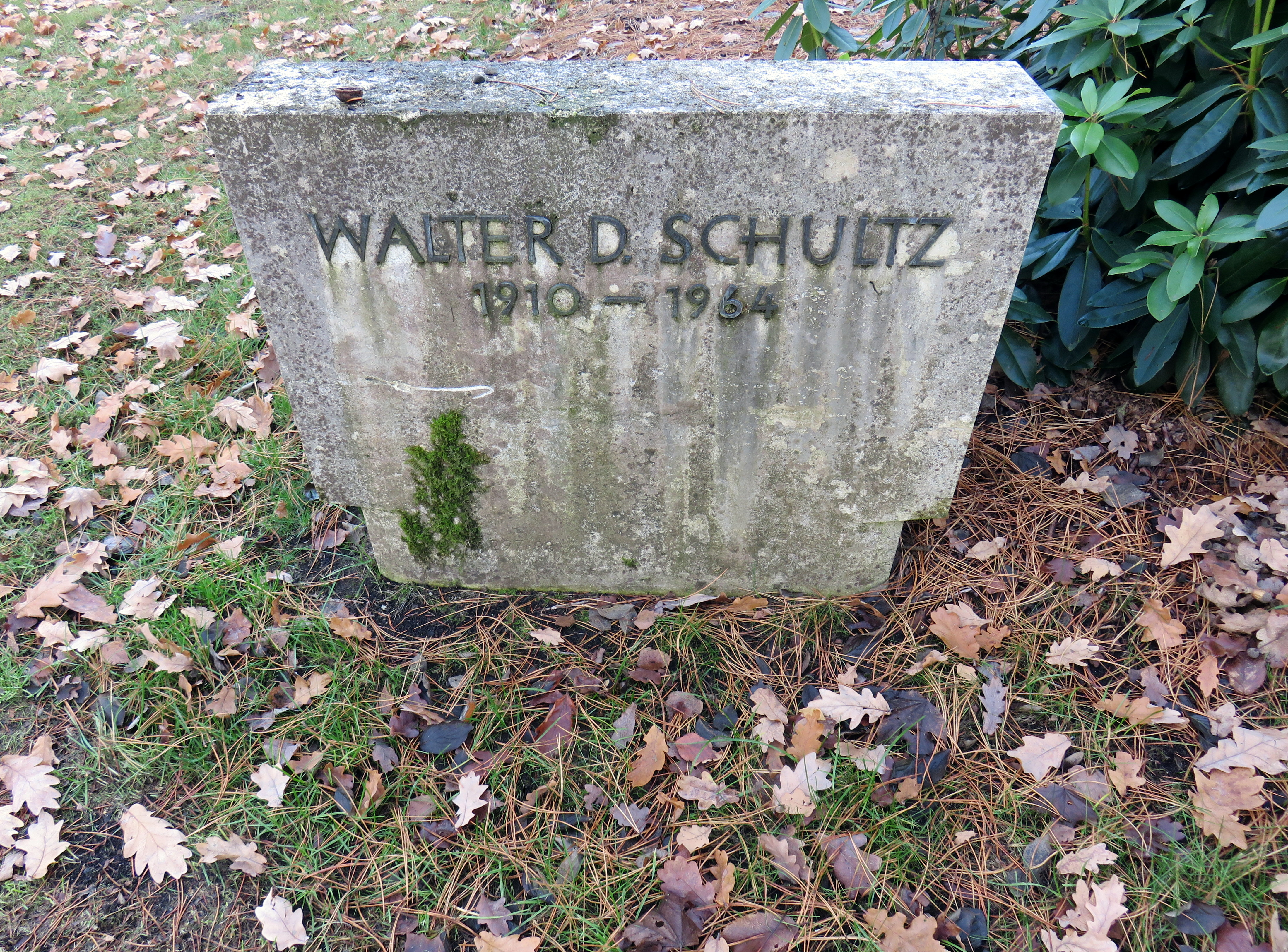
Grabstein Walter Schultz auf dem Friedhof Ohlsdorf

Neben Kontakten zu Sendern und Korrespondenten stellte Schultz Verbindungen zu politischen Parteien her. Hierfür wurde er als Journalist oftmals kritisiert. 1949 etablierte er die Sendereihe Das politische Forum. Schultz wollte die Sendung, in der Vertreter verschiedener Parteien zu definierten Themen diskutierten, nutzen, um die Demokratisierung und öffentliche Meinungsbildung zu fördern. 1955 übernahm er die stellvertretende Leitung der Hauptabteilung Politik, die ab 1956 dem NDR angehörte. Ab November 1956 hatte er, der „Außenminister des Norddeutschen Rundfunks“, der laut Klaus Bölling als Gentleman galt, die Direktion des NDR-Funkhauses in Hannover inne.
Walter D. Schultz starb im August 1964 an einem Herzinfarkt. Sein Grab befindet sich auf dem Friedhof Ohlsdorf im Planquadrat Bm 59 südlich des Prökelmoorteichs.

## Familie
Walter D. Schultz war zwei Mal verheiratet. Kurt Hiller vermutete, dass Schultz in diesen Ehen nicht glücklich gewesen sei und deshalb eine enge Beziehung zu ihm unterhalten habe.